# 디자인 웹 포맷
디자인 웹 포맷(Design WEB Format)은 오토데스크사가 제정한 고유한 CAD 데이터 포맷이다. 대한민국의 캐디안소프트가 개발한 캐디안(CADian)를 비롯하여 많은 캐드(CAD) 개발사들이 오토캐드(AutoCAD)와의 호환성을 유지하기 위하여 이 포맷을 지원하고 있다.

## 같이 보기
- DXF